# Tolombeh-ye Anūshīravān
Tolombeh-ye Anūshīravān är en ort i Iran.   Den ligger i provinsen Kerman, i den centrala delen av landet, 800 km sydost om huvudstaden Teheran. Tolombeh-ye Anūshīravān ligger 1 717 meter över havet och antalet invånare är 104.
Terrängen runt Tolombeh-ye Anūshīravān är platt åt nordost, men åt sydväst är den kuperad. Runt Tolombeh-ye Anūshīravān är det glesbefolkat, med 16 invånare per kvadratkilometer. Det finns inga andra samhällen i närheten. Trakten runt Tolombeh-ye Anūshīravān är ofruktbar med lite eller ingen växtlighet.